# Иов (Базилевич)
Епископ Иов (в миру Иван Базилевич; 31 октября 1723, местечко Боромля — 2 мая 1776, Переяслав) — епископ Русской православной церкви, епископ Переяславский и Борисопольский, настоятель Курского Знаменского Богородичного монастыря, ректор Переяславского и Харьковского коллегиумов.

## Биография
Родился в 1723 года в местечке Боромля (ныне Сумской области).
Образование получил в Харьковском коллегиуме и в Киево-Могилянской академии. По окончании обучения принял монашеский постриг, впоследствии рукоположён в сан иеромонаха.
Преподавал в Харьковском коллегиуме, был префектом, а с 1763 года избран ректором коллегиума и архимандритом Харьковского Покровского Училищного монастыря.
Усилиями Иова Базилевича Харьковский коллегиум приобрел значение университета естественного направления. В 1765 году здесь были основаны так называемые дворянские классы для привилегированного студенчества с усложнённой программой, которая охватывала изучение новых иностранных языков, математики, геометрии, рисования, инженерного дела, артиллерии, геодезии и других наук. Базилевич через Духовно-учебное ведомство ввёл штатные должностные оклады для преподавателей, начал строительство помещений для новых классов (закончено было только 1773).
В 1770 года переведён в Курский Знаменский монастырь, где возобновил славяно-латинскую школу.
31 октября 1770 года хиротонисан во епископа Переяславского и Борисопольского, викария Киевской митрополии.
Время архипастырского служения епископа Иова совпало с периодом владычества Польши во многих западно-русских областях. Латиняне всеми способами угнетали православных, насильно отнимали у них церкви, изгоняли с приходов православных священников. Силою заставляли крестьян идти в униатские церкви.
Преосвященный Иов много труда и забот приложил для сохранения своей паствы от окончательного расхищения латинством.
Среди самих православных вследствие общего беспорядка в Польше тоже возникали многочисленные неурядицы. Поэтому епископ Иов добивался и внутреннего упорядочения среди духовенства и паствы. Его труды не были бесплодными. Время его служения ознаменовалось подъёмом православно-русского сознания среди малороссийского крестьянства, бывшего под властью Польши, и возвращением к Православию многих насильно совращённых в унию.
Большое внимание уделял Переяславскому коллегиуму, где, в частности, в 1773 году открыл новый класс философии, благодаря чему существенно повысился уровень обучения и возросло Коллегиума. После смерти Базилевича в коллегиуме осталась его библиотека из 85 книг на греческом, латинском, еврейском, украинском и русском языках.
Скончался 2 мая 1776 года.